# Ron Kiefel
Ron Kiefel (n. 11 aprilie 1960, Colorado, SUA) este un ciclist de performanță ce a reprezentat Statele Unite ale Americii, medaliat olimpic. A participat la o ediție a Jocurilor Olimpice (1984) în care a câștigat o medalie de bronz.